# Puente del Milenio (Gateshead)
El puente del Milenio de Gateshead (del inglés: Gateshead Millennium Bridge) es un puente basculante para uso peatonal y ciclista que atraviesa el río Tyne, en Inglaterra, entre el barrio artístico de Quays  en la orilla sur, y el Quayside de Newcastle upon Tyne en la orilla norte. Abierto al público en el año 2001, la premiada estructura fue concebida y diseñada por el arquitecto Wilkinson Eyre y el ingeniero estructural Gifford. El puente también es conocido a veces como el «puente del Ojo Parpadeante» (Blinking Eye Bridge) o el «puente del Ojo Guiñado» (Winking Eye Bridge) debido a su forma y al modo de elevación. En términos de altura, el puente del Milenio de Gateshead es ligeramente más corto que el vecino puente Tyne y es la 16.ª estructura más alta de la ciudad.

## Diseño
El 20 de noviembre de 2000 el puente fue colocado en su lugar, en una sola pieza, mediante su izado por la Asian Hercules II, una de las grúas flotantes más grandes del mundo. Se abrió al público el 17 de septiembre de 2001, y fue dedicado por la reina Isabel II el 7 de mayo de 2002. El puente, que costó £ 22 millones, fue parcialmente financiado por la Millennium Commission  y el Fondo Europeo de Desarrollo Regional y fue construido por la compañía Volker Stevin.
Seis gatos hidráulicos de 45 cm de diámetro (tres en cada lado, cada uno alimentado por un motor eléctrico de 55 kW) rotan el nuevo puente sobre grandes rodamientos para permitir que puedan pasar por debajo pequeños barcos y embarcaciones (de hasta 25 m  de altura).  El puente tarda solamente 4,5 minutos en girar los 40°, desde cerrado a abierto, dependiendo de la velocidad del viento.
El puente ha operado de manera fiable desde su inauguración, abriéndose para permitir el tráfico fluvial, así como periódicamente para los turistas y para los grandes eventos, como la Northumbrian Water University Boat Race (Regata Universidad Northumbrian Water) y la Cutty Sark Tall Ships' Race. Una de las principales finalidades para la apertura del puente es permitir el acceso a HMS Calliope, lugar donde tiene la sede la patrullera de la Royal Navy HMS Example.
La construcción del puente supuso para el arquitecto Wilkinson Eyre la obtención en 2002 el Premio Stirling del Real Instituto de Arquitectos Británicos (RIBA) y para Gifford conseguir en 2003 el IStructE Supreme Award.  n 2005, el puente recibió el premio Outstanding Structure de la International Association for Bridge and Structural Engineering (IABSE, Asociación Internacional de Puentes e Ingeniería Estructural).
Cuando el puente fue construido, se instalaron bolardos para protegerlo de las colisiones con los barcos. Sin embargo, los bolardos se consideraron antiestéticos y se pensó que no eran realmente necesarios, siendo retirados en marzo de 2012.
Las fechas y horarios de inclinación del puente se muestran tanto en el propio puente como en una página en el sitio web del Consejo de Gateshead.

## Galería de imágenes

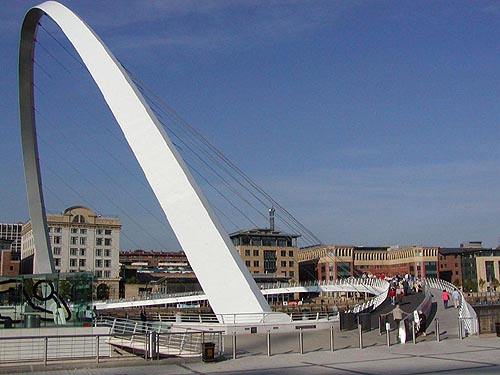
Vista a lo largo del puente desde el lado de Gateshead
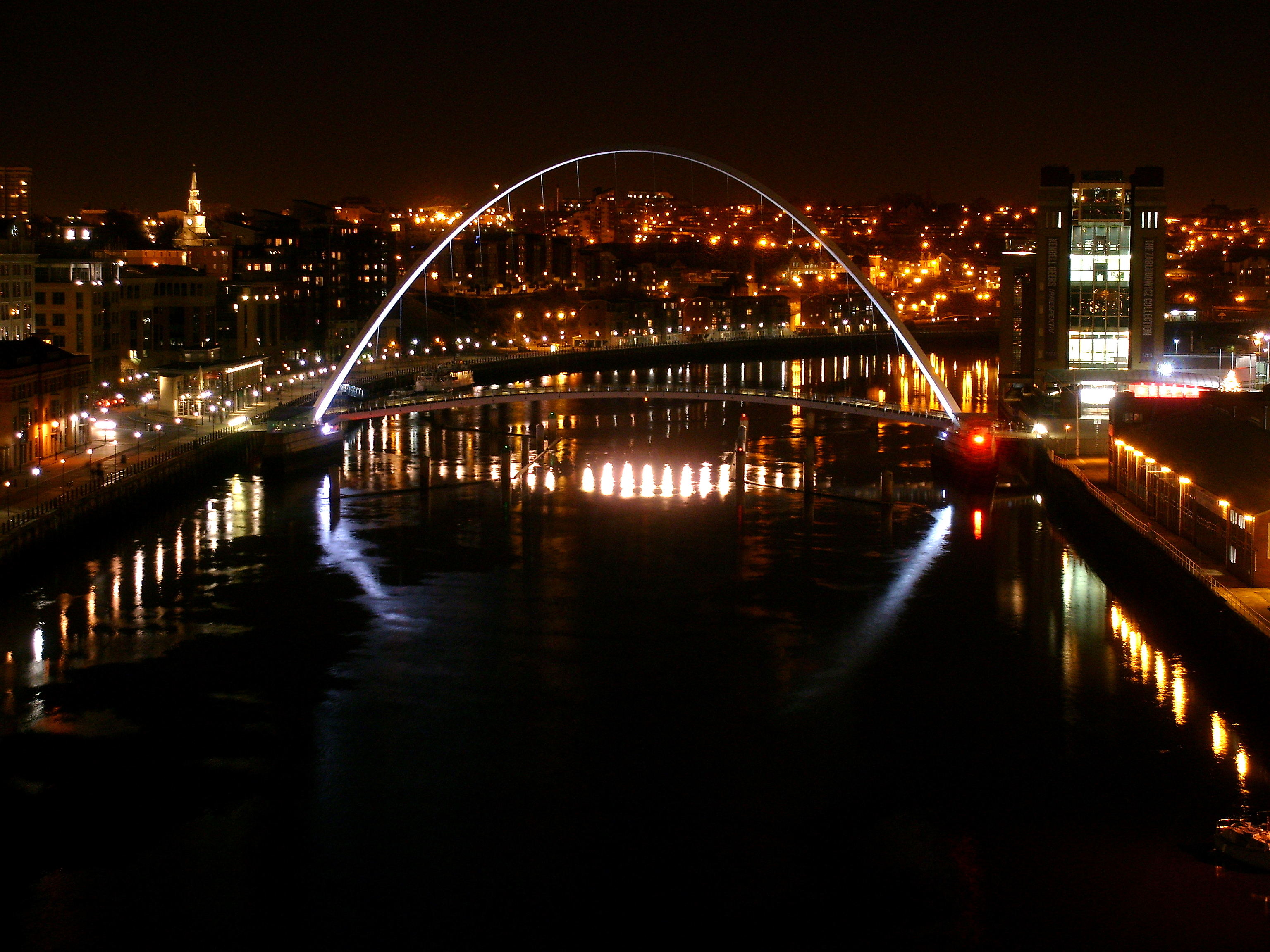
El puente por la noche
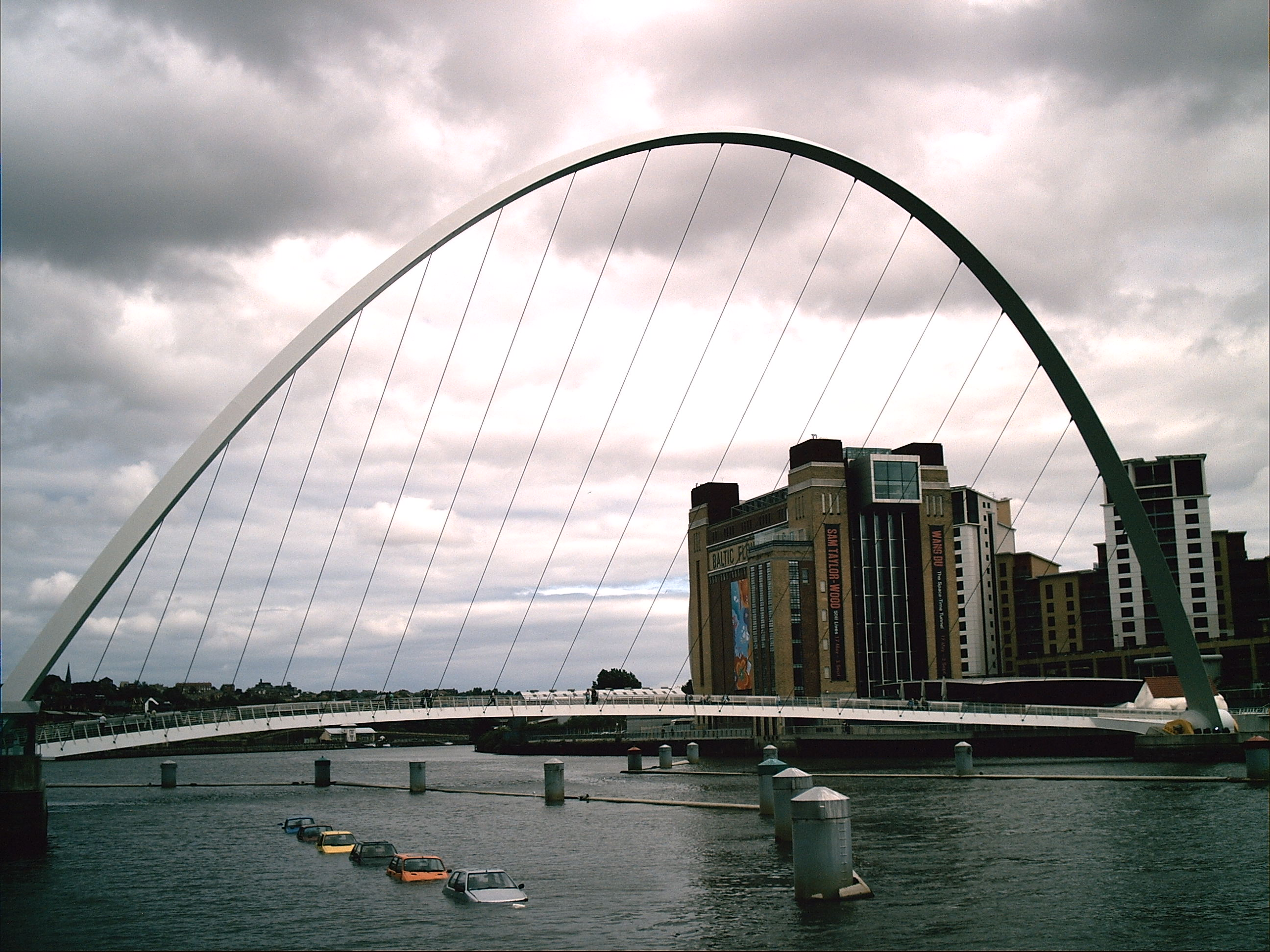
El puente cuando había automóviles en el río Tyne como parte de Artwork
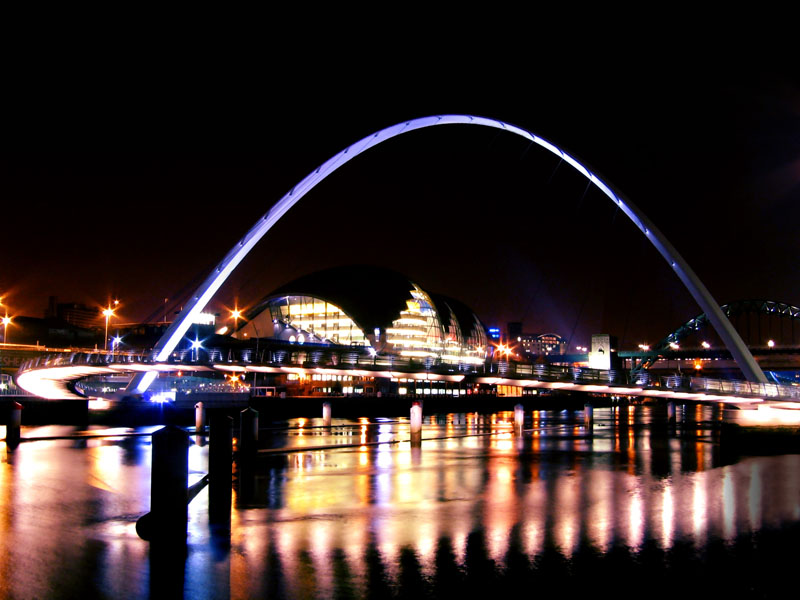
Vista nocturna del muelle de Gateshead a lo largo del río Tyne

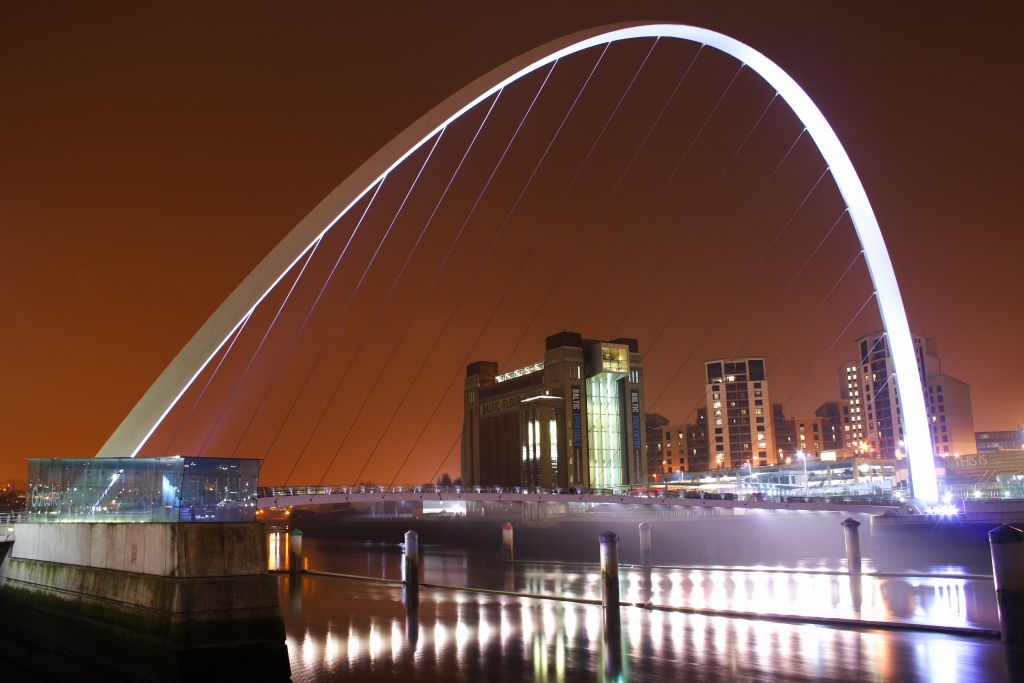
Vista nocturna desde el lado de Newcastle
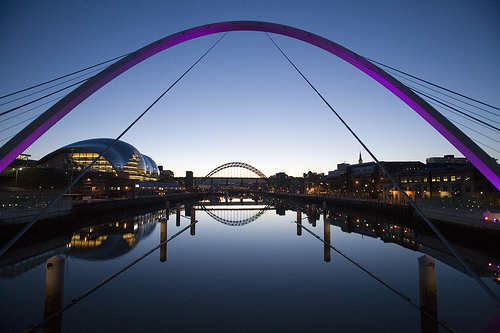
Vista desde el puente, mirando al oeste (río arriba)
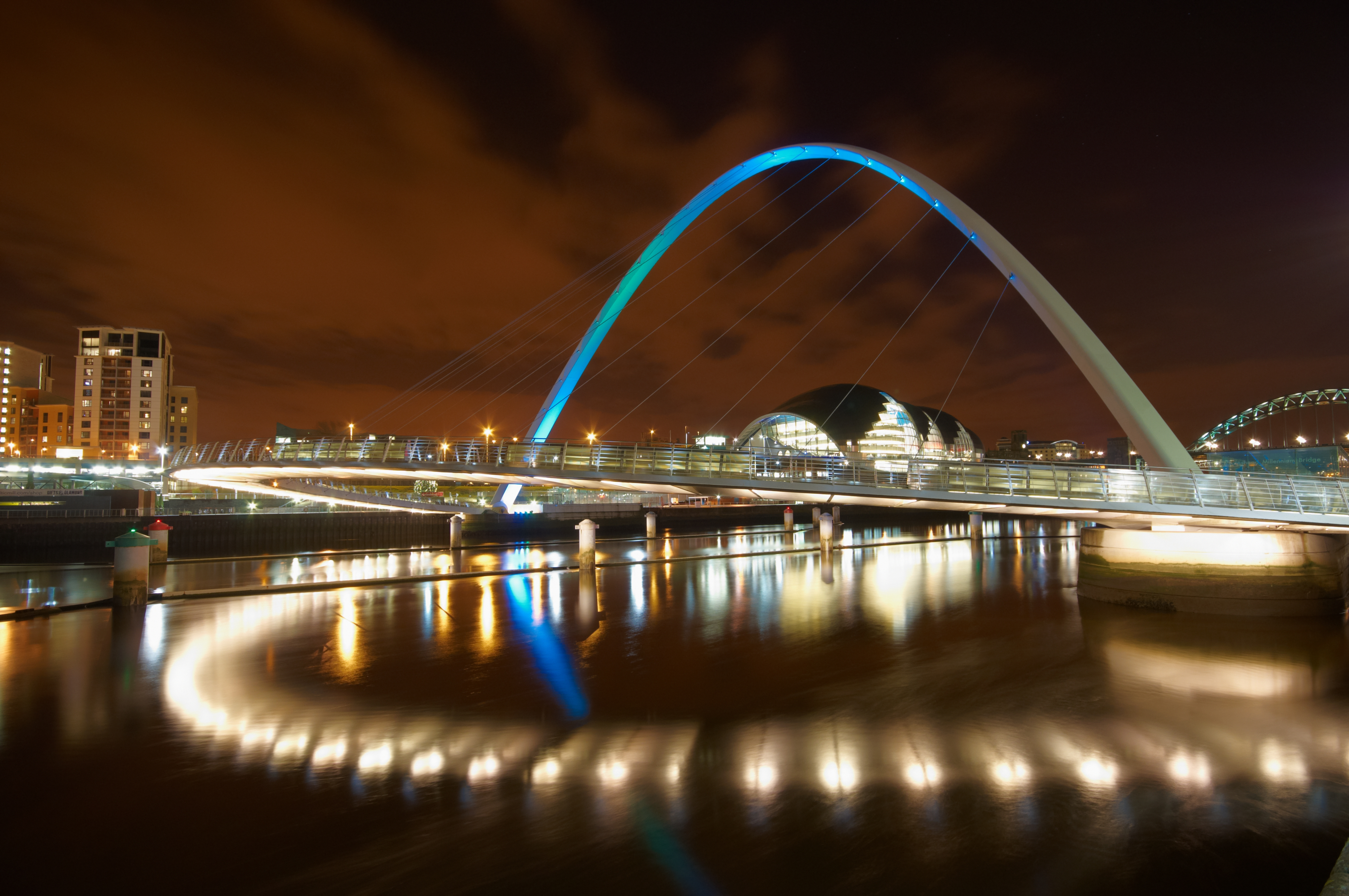
Vista nocturna del puente desde la ribera septentrional mirando al oeste
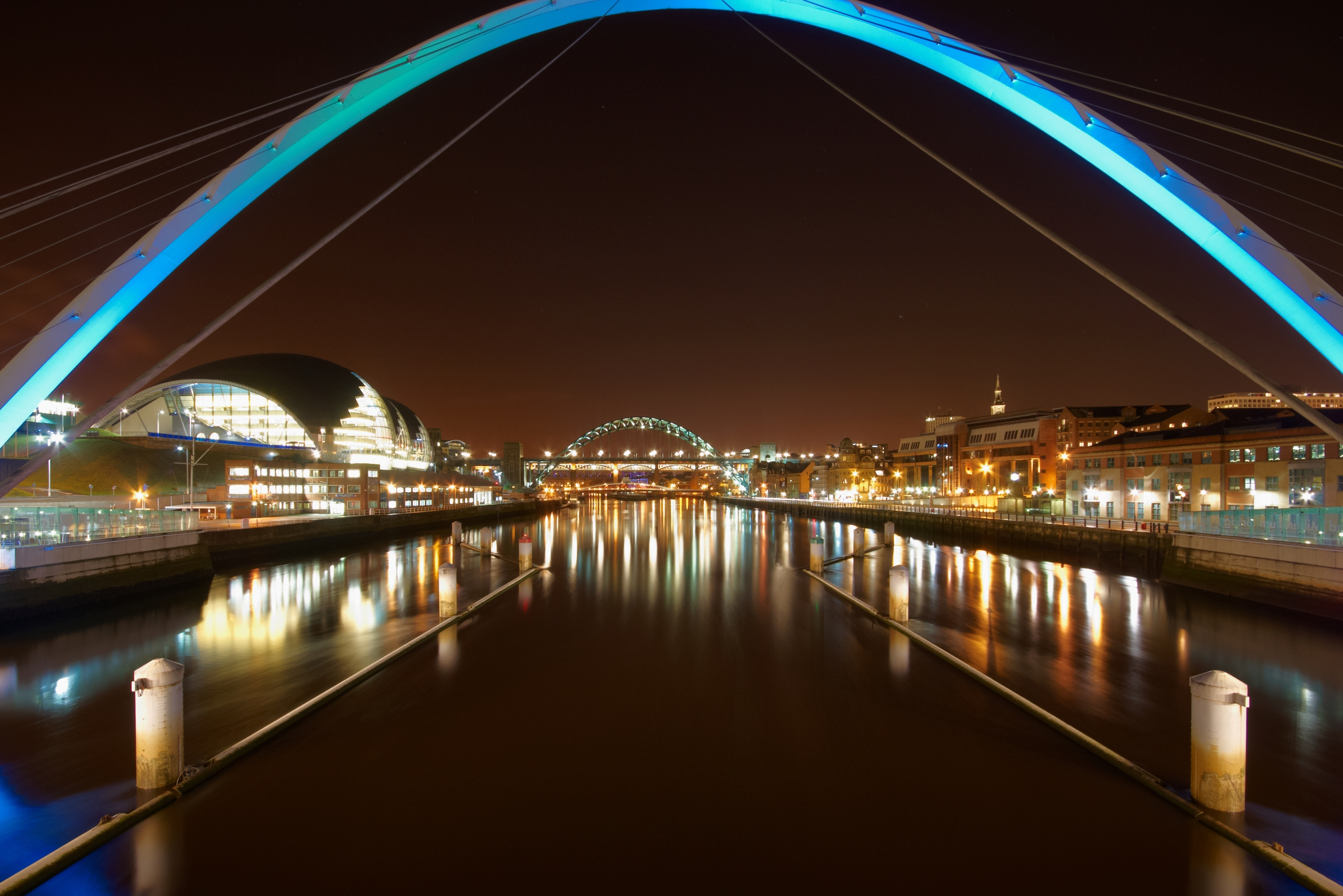
Vista nocturna desde el puente, mirando al oeste